# Joelle Ting
Joelle Darlene Ting (ur. 2005) – filipińska zapaśniczka walcząca w stylu wolnym.
Brązowa medalistka mistrzostw Azji Południowo-Wschodniej w 2023. Srebrna i brązowa medalistka mistrzostw Azji w grapplingu w 2023 roku.